# 澀谷區
涩谷区（日语：／ Shibuya ku */?，發音：[ɕibɯja] ⓘ）是日本東京都的特别區之一，位處東京都心西南側，區內有澀谷、原宿、惠比壽、新宿南口等東京重要商圈及代代木公園。

## 概要

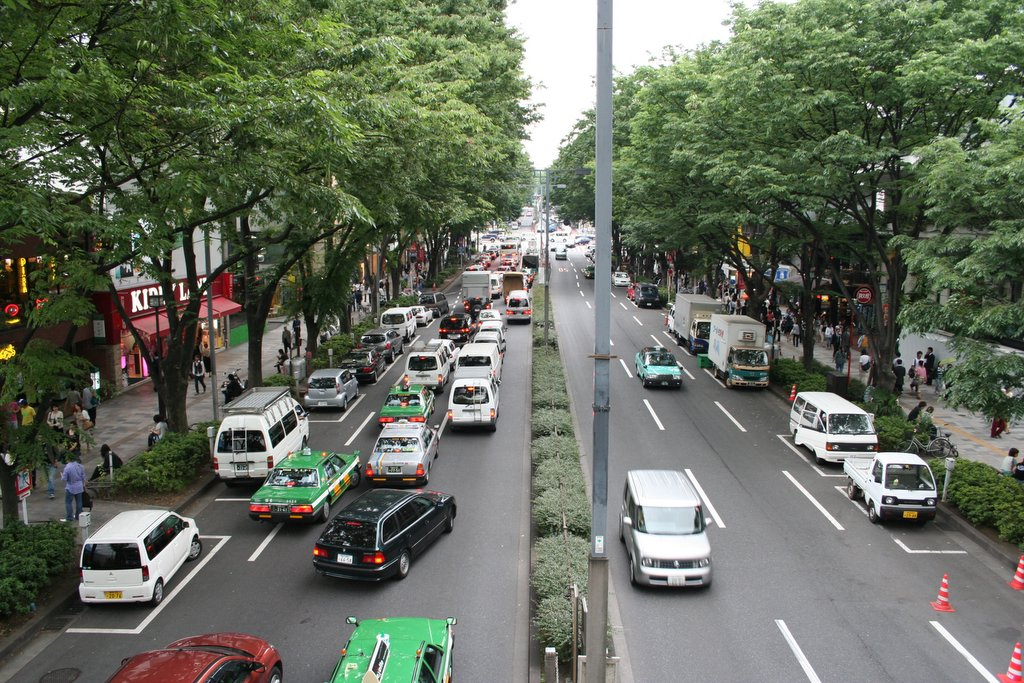
表參道的櫸樹

澀谷區位於東京的城西地區，與千代田區、中央區、港區、新宿區為「都心5區」。
以澀谷站為中心的澀谷地區是東京的副都心之一，鄰近新宿站的代代木、千駄谷兩地與新宿的辦公商區、繁華街連成一氣。此外，鄰近青山（港區）的原宿、表參道是時尚的中心，代官山周辺與惠比壽等地商業設施與時尚相關產業聚集。澀谷區有明治神宮與代代木公園等都心少見的廣大綠地，周辺的松濤、代代木上原是都內有名的高級住宅地。另外，同樣為高級住宅地的廣尾則是因鄰近麻布地區而興起。日本許多演藝經紀公司設於澀谷區。
另一方面，區内北部甲州街道與京王線沿線的北側地區與中野區、新宿區組成連密的住宅商業地區。
區內的年間平均氣溫約15℃。冬季最低氣溫與大手町附近相比較低，冬日日數也較多。

### 代表地域

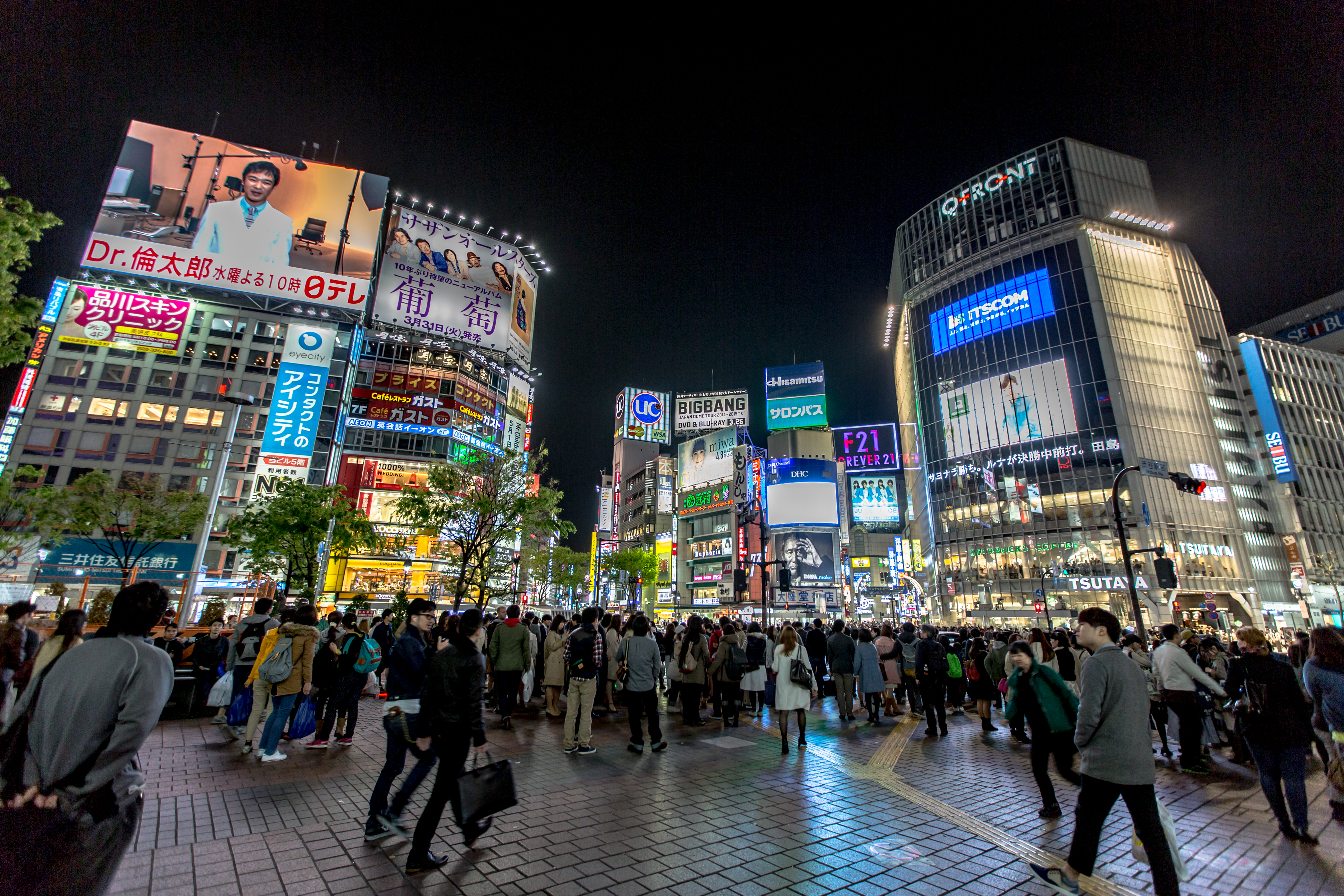
澀谷路口

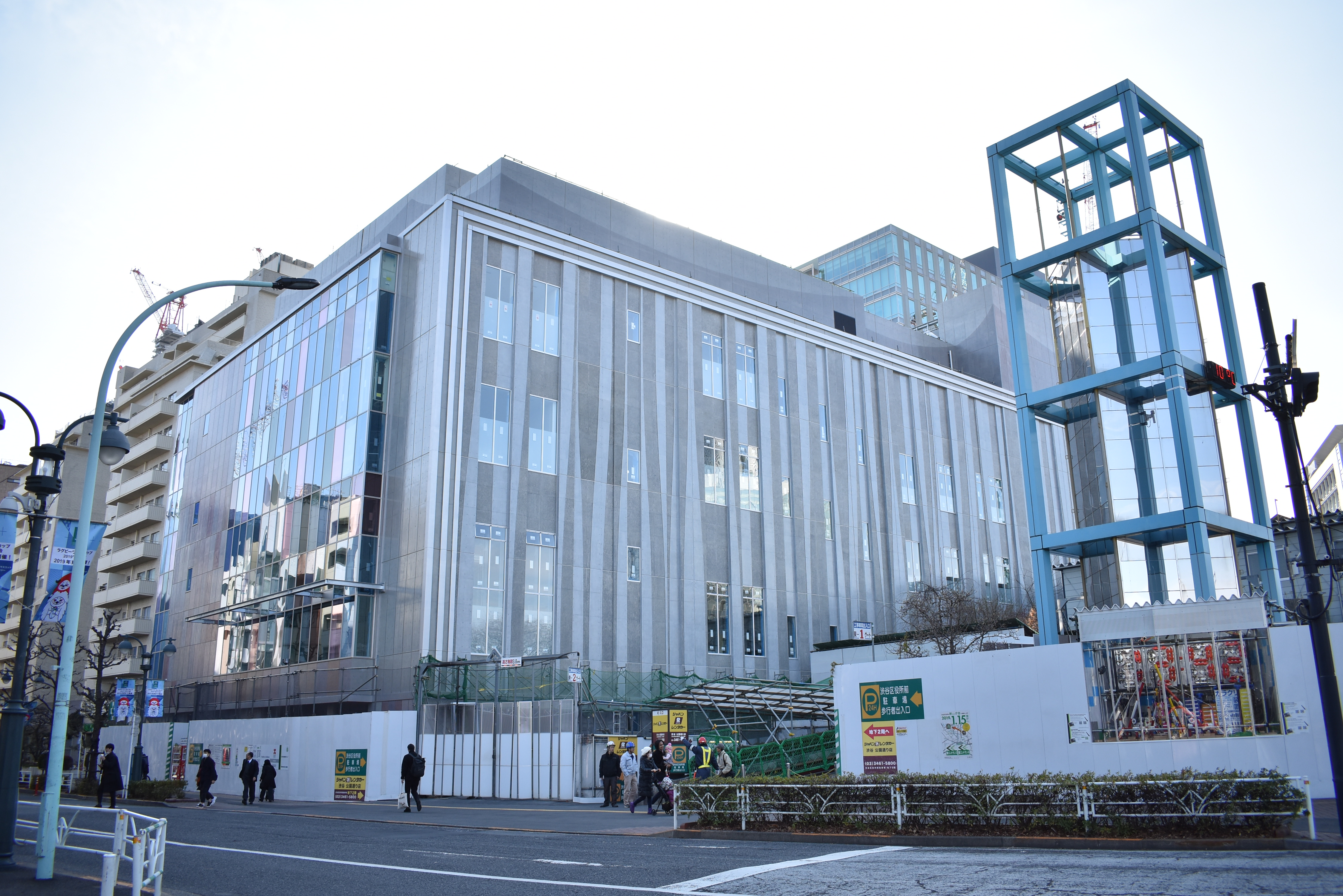
澀谷區公所新廳舍（2019年攝）

澀谷站周邊
東急集團與西武百貨店為首的舊季節集團的據點，商業活動興盛。澀谷站八公口側百貨店、時尚專門店、飲食店、咖啡廳、遊戯設施與風俗設施密集，澀谷公園通、中心街、道玄坂、西班牙坂、巴而可、SHIBUYA 109等是知名景點。
神宮前、表參道（包含原宿）
表參道沿線與周邊聚集許多精品店、服裝店、相關事務所與美容室。2006年「表參道之丘」開幕。明治神宮的新年參拜客是日本第一。
代官山
代官山是澀谷區中僅次於表參道的時尚重鎮，舊山手通沿線有許多知名餐廳。
惠比壽
惠比壽原為下町地區，往JR山手線沿線通勤便利，近年車站周邊辦公大樓增加，白天上班族眾多。1994年開幕的惠比壽花園廣場帶動此地發展。
神泉町、澀谷區澀谷
兩者都在澀谷站往坂上的方向。有「Bit Valley」之稱，聚集許多IT相關企業。
澀谷區南部的住宅地
南平台町、廣尾、松濤等地價在澀谷區中特別高昂。
甲州街道沿線（京王新線沿線）
笹塚、幡谷、初台（本町）等3區。與澀谷相比，前往新宿較為便利。
代代木地域（小田急線沿線）
代代木地域指JR代代木站周邊，廣義包含了代代木上原與富谷。最近的鐵道路線是小田急線。宇田川等河川在此地形成谷地，豐富的地形起伏類似鄰近的世田谷區。

## 人口
| 澀谷區人口分布圖 |                                               |  |
| 澀谷區與日本全國年齡別人口分布比較圖 （2005年資料） | 澀谷區的年齡、男女別人口分布圖 （2005年資料） |  |
| ■紫色是澀谷區 ■綠色是全国 | ■藍色是男性 ■紅色是女性                       |  |
| 澀谷區人口變化 \| 1970年 \| 274,491人 \| \| \| 1975年 \| 263,815人 \| \| \| 1980年 \| 247,035人 \| \| \| 1985年 \| 242,442人 \| \| \| 1990年 \| 205,625人 \| \| \| 1995年 \| 188,472人 \| \| \| 2000年 \| 196,682人 \| \| \| 2005年 \| 203,334人 \| \| \| 2010年 \| 204,492人 \| \| \| 2015年 \| 224,533人 \| \| \| 2020年 \| 243,883人 \| \| |                                               |  |
| 資料來源：日本總務省統計中心提供之人口普查數據 |                                               |  |
| 1970年 | 274,491人                                     |  |
| 1975年 | 263,815人                                     |  |
| 1980年 | 247,035人                                     |  |
| 1985年 | 242,442人                                     |  |
| 1990年 | 205,625人                                     |  |
| 1995年 | 188,472人                                     |  |
| 2000年 | 196,682人                                     |  |
| 2005年 | 203,334人                                     |  |
| 2010年 | 204,492人                                     |  |
| 2015年 | 224,533人                                     |  |
| 2020年 | 243,883人                                     |  |

### 日夜間人口
2005年夜間人口（居住者）為199,280人，區外通勤者與通學生、居住者在內的區內日間人口為542,803人，是夜間人口的2.724倍。

## 歷史
1932年（昭和7年），原屬東京府豐多摩郡的澀谷町、千駄谷町、代代幡町3町編入東京市成立「澀谷區」。
區名是以合併當時發展最佳的澀谷町命名。

### 澀谷區成立後
- 1932年（昭和7年）10月1日 - 豐多摩郡澀谷町、千駄谷町、代代幡町編入東京市同時合併成立澀谷區
- 1943年（昭和18年）7月1日 - 東京府、東京市都政施行。
- 1962年（昭和37年）5月10日 - 依「住居表示法律」，進行町名改正、街區番號整理

## 姊妹、提攜都市
- 於斯屈達爾區（土耳其伊斯坦堡）。2005年（平成17年）9月5日締結「友好都市協定」[7]。

## 地域
區內共有80個町丁，是東京23區中第三少的特別區，僅次於荒川區、文京區。
幡谷地域
笹塚、幡谷、本町
代代木地域
上原、大山町、西原、初台、元代代木町、富谷、代代木神園町、代代木
千駄谷地域
千駄谷、神宮前
大向、惠比壽地域
神山町、神南、宇田川町、松濤、神泉町、圓山町、道玄坂、南平台町、櫻丘町、鉢山町、鶯谷町、猿樂町、代官山町、惠比壽西、惠比壽南
冰川、新橋地域
澀谷、東、廣尾、惠比壽
隣接自治體
東 - 港區
北 - 新宿區、中野區
西 - 杉並區、世田谷區
南 - 目黑區、品川區

## 觀光

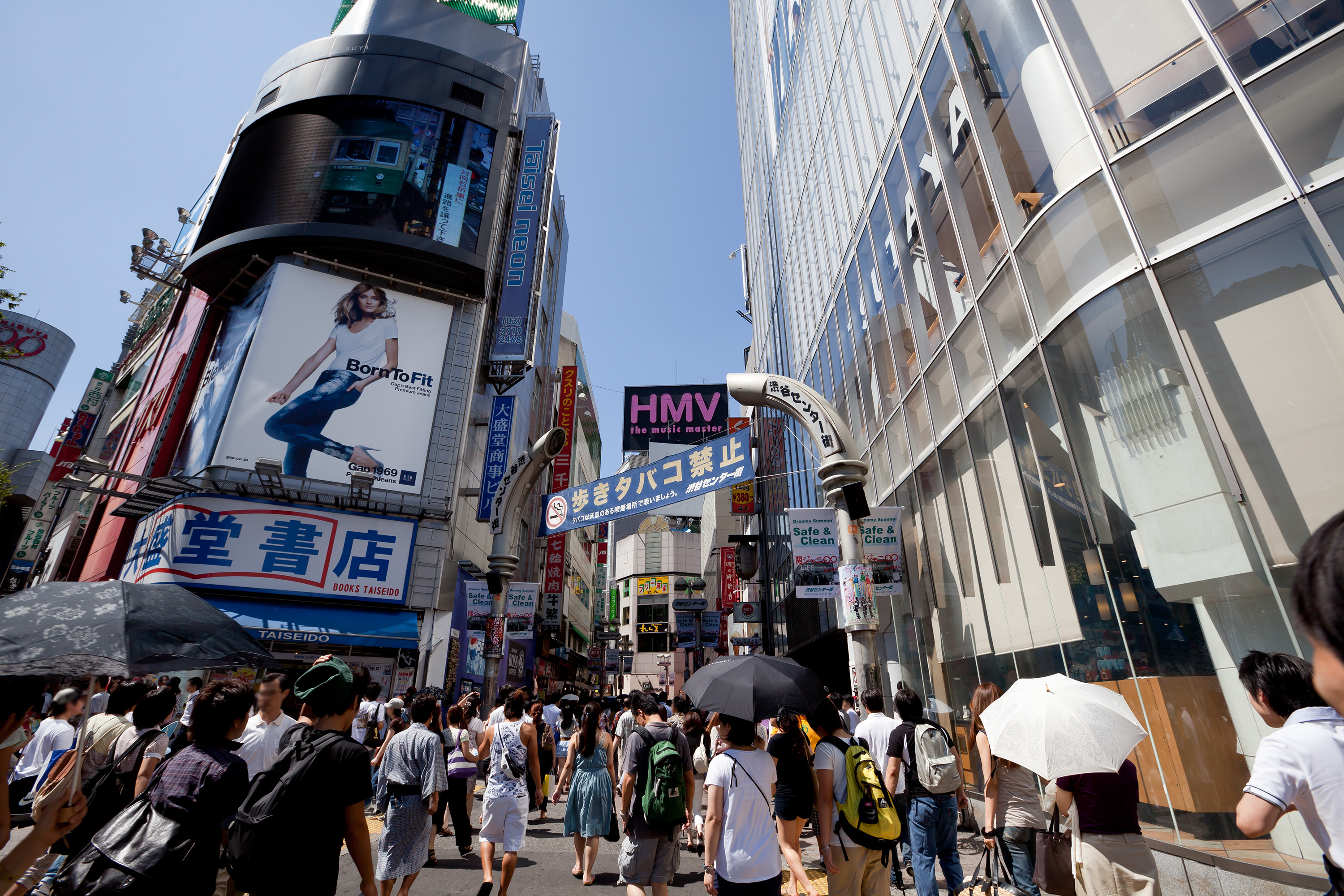
澀谷中心街

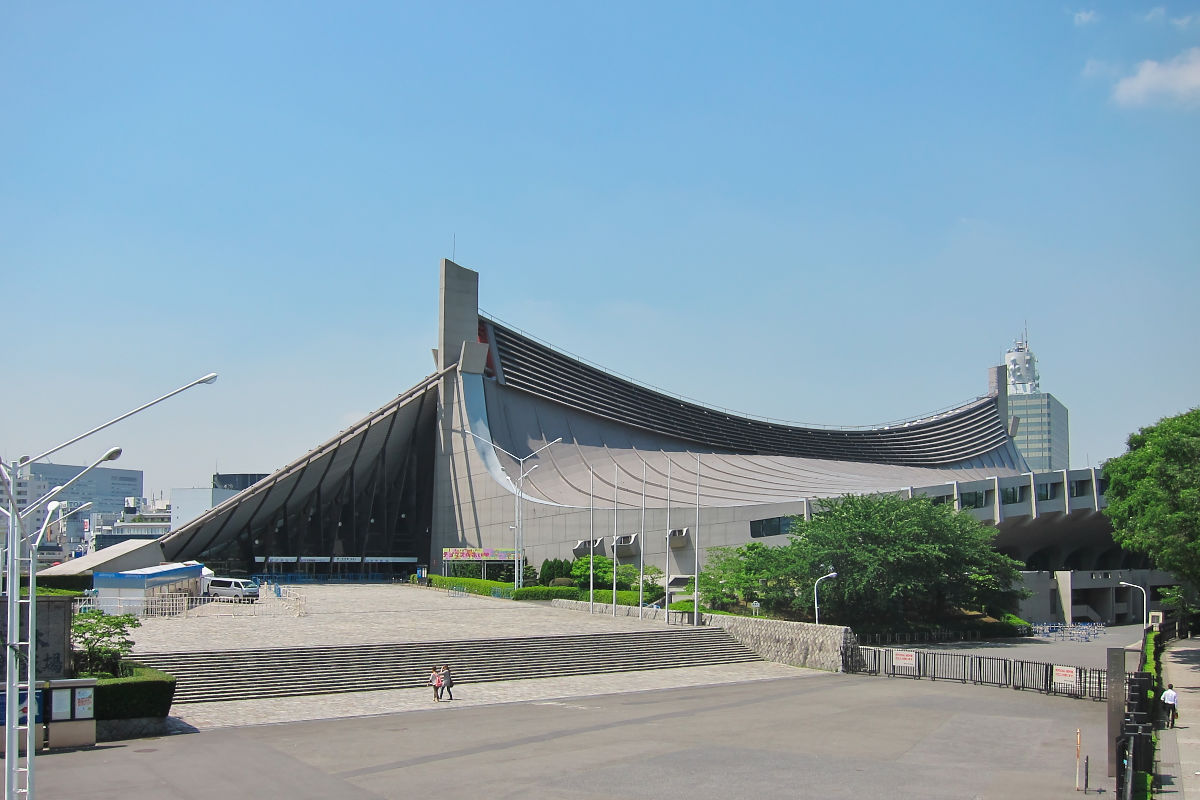
國立代代木第一競技場

- 忠犬八公像
- 犘艾石像
- 明治神宮
- 代代木公園
- 國立代代木競技場
- NHK广播电视中心
- NHK攝影棚公園
- 澀谷公園通
- 澀谷中心街
- 西班牙坂
- 道玄坂
- 宮益坂
- 表參道
- 惠比壽公園廣場
- 原宿
- 代官山
- 澀谷川
- 宮下公園
- 鶯住宅
- 新宿御苑

### 代表地標
- NHK會館
- 澀谷Mark City
- QFRONT
- 澀谷Hikarie
- 澀谷109
- 澀谷stream
- 澀谷Scramble Square
- 表參道之丘
- Laforet原宿
- Bunkamura
- 藍塔
- 澀谷Cross Tower
- 新國立劇場
- 惠比壽花園廣場
- 澀谷公會堂
- 澀谷Sakura Stage
- Shibuya O-EAST／Shibuya O-WEST
- 高島屋時代廣場（JR新宿站新南口附近）
- 新宿Southern Terrace（JR新宿站南口，小田急Southern Terrace）
- 東急廣場表參道原宿

- QFRONT
- 澀谷109
- 表參道之丘
- 惠比壽花園廣場
- 澀谷stream

## 區政
- 區長：長谷部健
- 任期：2015年4月27日 - 現職（第二任）

### 澀谷區議會
- 席次：34人
- 任期：2011年5月1日 - 2015年4月30日

#### 會派構成
（2013年5月20日現在）
| 會派名                     | 略稱       | 人數 |
| -------------------------- | ---------- | ---- |
| 澀谷區議會自由民主黨議員團 | 自由民主黨 | 8    |
| 澀谷區議會公明黨           | 公明黨     | 6    |
| 日本共產黨澀谷區議會議員團 | 日本共産黨 | 6    |
| 民主黨澀谷區議團           | 民主黨     | 5    |
| 無所屬俱樂部               | 無所属ク   | 3    |
| 新民主澀谷                 | 新民主澀谷 | 2    |
| 志士之會                   | 志士の會   | 2    |
| （無所屬）                 |            | 2    |

## 國政、都政

### 眾議院議員
澀谷區與中野區屬東京都第7區。
- 選出議員
  - 長妻昭（民主黨）

### 東京都議會
澀谷區為單一選舉區，選出2名。
- 澀谷區選出議員
  - 大津浩子（無所屬）
  - 村上英子（自由民主黨）

## 产业

### 位于涩谷区的大型企業
- 东日本旅客铁道（JR东日本）
- 东急电铁
- 札幌啤酒
- 可爾必思（CALPIS）
- 伊藤园
- 卡西歐 （CASIO）
- SECOM
- 日本微軟
- SQUARE ENIX
- OSCAR PROMOTION
- 剧团向日葵
- 日本放送協会（NHK）
- 日本安利
- 日本可口可乐
- 麒麟啤酒
- 星巴克日本
- 爱和谊日生同和损害保险
- 辉瑞日本
- pixiv

## 交通

### 道路
- 國道、都道
  - 放射道路
    - 北側起
      - 方南通
      - 水道道路
      - 國道20號（甲州街道）
      - 井之頭通
      - 國道246號（青山通、玉川通）
      - 駒澤通

  - 環狀道路
    - 都心側起
      - 外苑西通
      - 明治通
      - 山手通
      - 中野通
- 高速道路
  - 首都高速3號澀谷線
  - 澀谷出入口 - 大橋JCT
  - 首都高速4號新宿線
  - 外苑出入口（僅入口） - 代代木PA - 新宿出入口（新宿區）- 西新宿JCT - 初台出入口 - 幡谷出入口
  - 首都高速道路中央環狀新宿線

### 鐵路
東日本旅客鐵道（JR東日本）
- 山手線：代代木站 - 原宿站 - 澀谷站 - 惠比壽站
- 中央·總武緩行線：代代木站 - 千駄谷站
- 埼京線：澀谷站 - 惠比壽站
- 湘南新宿線：澀谷站 - 惠比壽站

東京地下鐵
- 銀座線：澀谷站
- 日比谷線：惠比壽站
- 千代田線：明治神宮前站 - 代代木公園站 - 代代木上原站
- 半藏門線：澀谷站
- 副都心線：北參道站 - 明治神宮前站 - 澀谷站

東京都交通局（都營地下鐵）
- 大江戶線：新宿站 - 代代木站 - 國立競技場站

東急電鐵
- 東橫線：澀谷站 - 代官山站
- 田園都市線：澀谷站

京王電鐵
- 井之頭線：澀谷站 - 神泉站
- 京王線：笹塚站
- 京王新線：初台站 - 幡谷站 - 笹塚站

小田急電鐵
- 小田原線：南新宿站 - 參宮橋站 - 代代木八幡站 - 代代木上原站

### 巴士
- 都營巴士
  - 都01、都06、學03、學06、出入01、澀66、早81、池86、田87
- 東急巴士
  - 澀05、澀11、澀12、澀21、澀23、澀24、澀31、澀32、澀33、澀34、澀41、澀51、澀52、澀55、澀71、澀72、澀82、惠32、TRANSSÉS、NHK直行、八公巴士（惠比壽、代官山循環「晚霞線」）、午夜箭號（高速青葉台線、高速新橫濱線、高速新市鎮線、高速二子玉川線）、澀谷空港線、City Shuttle
- 京王巴士東
  - 澀61、澀64、澀66、澀67、澀68、宿41、宿45、宿51、八公巴士（本町、笹塚循環「春之小川線」、「越過山丘線」）、NHK直行
- 富士快線
  - 八公巴士（神宮前、千駄谷循環「神宮之杜線」

## 機關、設施

### 警察
- 澀谷警察署（澀谷3-8-15）
- 原宿警察署（神宮前1-4-17）
- 代代木警察署（本町1-11-3）

### 消防
第三消防方面消防救助機動部隊
- - 澀谷消防署（神南1-8-3）指揮隊、幫浦隊2（特別消火中隊）、梯隊、救急隊2
    - 惠比壽出張所（惠比壽4-19-24）幫浦隊1、救急隊1
    - 松濤出張所（松濤1-25-14）幫浦隊1、救急隊1
    - 代代木出張所（本町1-6-6）幫浦隊2、救急隊1（消防活動二輪車2）
    - 富谷出張所（富谷1-29-17）幫浦隊2、救急隊1
    - 原宿出張所（代代木1-2-15）幫浦隊1、救急隊1
- 東京消防廳消防技術安全所（幡谷1-13-20）
- 東京消防廳消防學校（西原2-51-1）

### 醫療
- 井上醫院（富谷1-53-8）
- 十字醫院（幡谷2-18-20）
- JR東京總合醫院（代代木2-1-3）
- 東海大學醫學部附屬東京醫院（代代木1-2-5）
- 東京都立廣尾醫院（惠比壽2-34-10）
- 日本紅十字社醫療中心（廣尾4-1-22）
- 初台復健醫院（本町3-53-3）
- 代代木醫院（千駄谷1-30-7）

### 文化設施

#### 博物館
- 刀劍博物館（代代木4-25-10）
- 白根紀念澀谷區鄉土博物館、文學館（東4-9-1）

#### 美術館
- 澀谷區立松濤美術館（松濤2-14-14）

#### 天文館
- 澀谷區立天文館澀谷（櫻丘町23-21 澀谷區文化總合中心大和田12樓）

#### 圖書館
- 澀谷區立中央圖書館（神宮前1-4-1）
- 澀谷區立西原圖書館（西原2-28-9）
- 澀谷區立澀谷圖書館（東1-6-6）
- 澀谷區立本町圖書館（本町1-33-5）
- 澀谷區立富谷圖書館（上原1-46-2）
- 澀谷區立笹塚圖書館（笹塚1-27-1）
- 澀谷區立臨川大家的圖書館（廣尾1-9-17）
- 澀谷區立代代木圖書館（代代木3-51-8）
- 澀谷區立こもれび大和田圖書館（櫻丘町23-21 澀谷區文化總合中心大和田2樓）
- 澀谷區立笹塚兒童圖書館（笹塚3-3-1）

## 学校

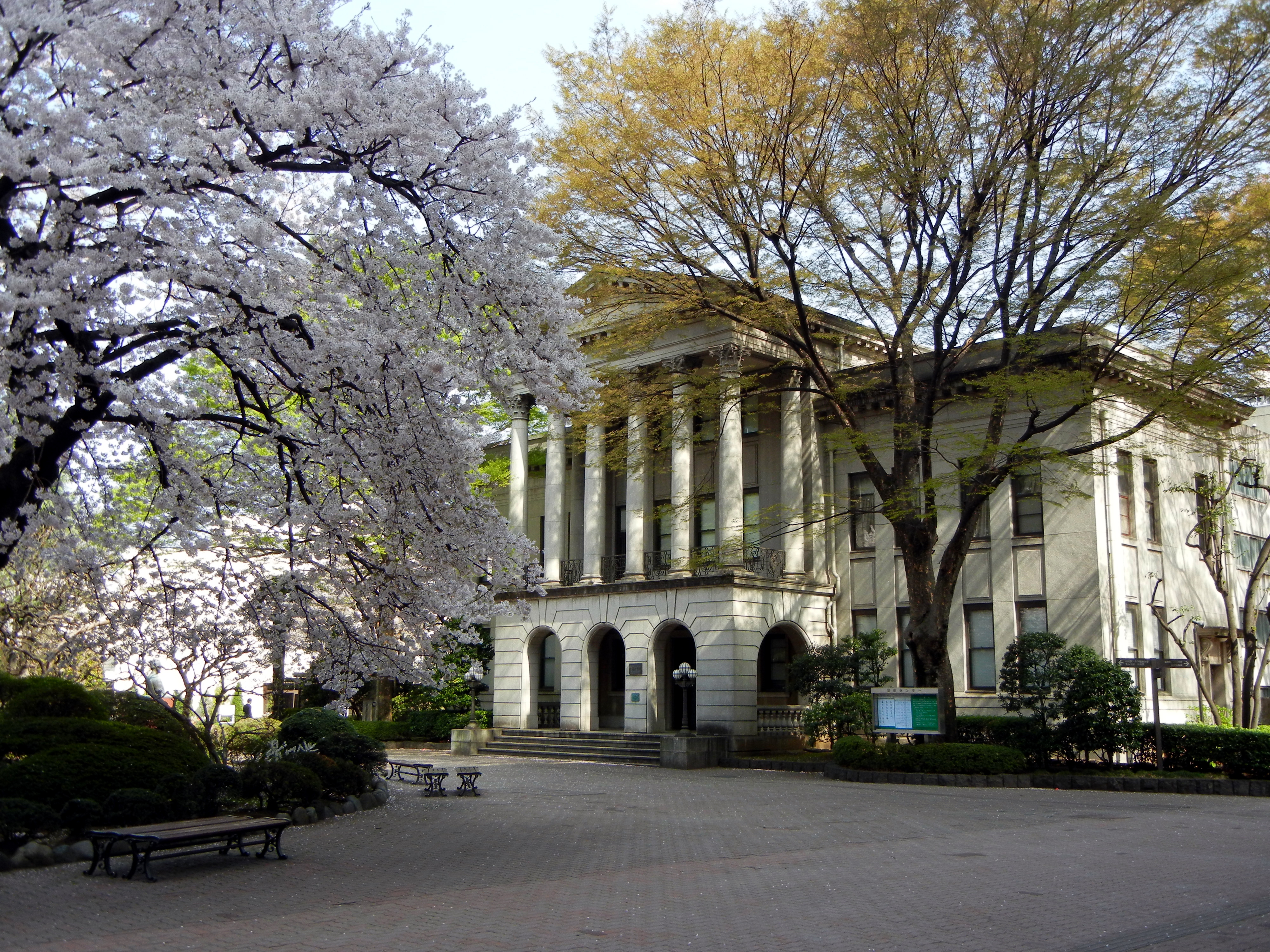
青山學院大學

### 大学
- 青山学院大学
- 国学院大学
- 东海大学
- 圣心女子大学
- 文化女子大學
- 山崎學園大學
- 日本經濟大學澀谷校區

### 高等學校
- 都立
  - 青山高等學校
  - 新宿高等學校
  - 廣尾高等學校
  - 第一商業高等學校
- 私立（含中高一貫校）
  - 青山學院中等部、高等部
  - 青森山田高等學校東京校
  - 鹿島學園高等學校原宿連攜校區
  - 關東國際高等學校
  - 國學院高等學校
  - 澀谷教育學園澀谷中學校、高等學校
  - 實踐女子學園高等學校
  - 東海大學附屬望星高等學校
  - 東京女學館中學校、高等學校
  - 富士見丘中學校、高等學校

### 小中一貫教育校
區立
- 澀谷區立澀谷本町學園

### 中學校
區立
- 澀谷區立上原中學校
- 澀谷區立笹塚中學校
- 澀谷區立松濤中學校
- 澀谷區立鉢山中學校
- 澀谷區立原宿外苑中學校
- 澀谷區立廣尾中學校
- 澀谷區立代代木中學校

### 小學校
區立
- 澀谷區立上原小學校
- 澀谷區立加計塚小學校
- 澀谷區立笹塚小學校
- 澀谷區立猿樂小學校
- 澀谷區立神宮前小學校
- 澀谷區立神南小學校
- 澀谷區立千駄谷小學校
- 澀谷區立常磐松小學校
- 澀谷區立富谷小學校
- 澀谷區立中幡小學校
- 澀谷區立西原小學校
- 澀谷區立長谷戶小學校
- 澀谷區立幡代小學校
- 澀谷區立鳩森小學校
- 澀谷區立廣尾小學校
- 澀谷區立山谷小學校
- 澀谷區立代代木小學校
- 澀谷區立臨川小學校

私立
- 青山學院初等部
- 東京女學館小學校

### 專門學校
- 桑澤設計研究所
- 國際文化理容美容專門學校澀谷校
- 帝京醫學技術專門學校
- 日本寫真藝術專門學校
- 日本設計師學院
- 服部榮養專門學校
- 文化服裝學院
- 美好年代美容專門學校
- MUSE音樂院

### 未認可校
- 代代木動畫學院東京本部校

### 預備校
- 代代木Seminar

## 媒体
- NHK广播电视中心
- 東京通訊放送（SHIBUYA-FM） - 澀谷區的地區廣播

攝影棚
- 大家的廣場接觸會館 - NHK
- TOKYO FM 西班牙坂工作室 - FM東京（TOKYO FM）
- STUDIO ViViD - FM富士（FM-FUJI）
- 青山學院攝影棚 - 1樓是NHK的衛星攝影棚「NHK＠Campus」。
- WOWOW澀谷工作站 - WOWOW

## 大使館
| - 土耳其大使館 - 阿富汗大使館 - 阿拉伯聯合大公國大使館 - 越南大使館 - 愛沙尼亞大使館 | - 阿曼大使館 - 幾內亞大使館 - 克羅埃西亞大使館 - 科特迪瓦大使館 - 捷克大使館 | - 丹麥大使館 - 紐西蘭大使館 - 保加利亞大使館 - 布吉納法索大使館 - 秘魯大使館 | - 馬來西亞大使館 - 蒙古大使館 - 利比亞人民事務所 - 拉脫維亞大使館 |

## 出身名人
- 橋本龍太郎 - 内閣總理大臣
- 橋下徹 - 大阪府知事、大阪市長
- 金子修介 - 電影導演
- 原哲夫 - 漫畫家
- 吉永小百合 - 女演員
- 瀨川瑛子 - 演歌歌手
- 小暮閣下 - 音樂家、藝人
- 小森真奈美 - 廣播主持人、聲優、隨筆家
- 杏 - 女演員
- 速水茂虎道 - 演員
- 岡田將生 - 演員
- 岡政偉 - 美國演員
- 小出惠介 - 演員

## 相關人物

### 居住者
- 麻生太郎 - 政治家、首相
- 安倍晋三 - 政治家、首相
- 安倍晋太郎 - 政治家
- 飯島愛 - 藝人
- 小田和正 - 音樂家、Off Course團長
- 岸信介 - 政治家、首相
- 小池徹平 - WaT

## 澀谷區作品

### 電影
- 《ファンキーハットの快男児》
- 《摩斯拉》
- 《卡美拉3 邪神覺醒》
- 《哥吉拉×美加基拉斯 G消滅作戰》
- 《ラブ&ポップ》
- 《日本沉沒》
- 《ポルノスター》
- 《凶気の桜》
- 《花水木》
- 《怪物的孩子》
- 《名偵探柯南：萬聖節的新娘》

### 連續劇
- 《超人七號》
- 《傷だらけの天使》
- 《月之戀人》
- 《零秒出手》
- 《率直男人》
- 《辣妹掌門人》
- 《Sh15uya》

### 綜藝節目
- 《八點！全員集合》 - 澀谷公會堂公開現場直播。
- 《NTV紅白歌のベストテン》 → 《ザ・トップテン》 → 《歌のトップテン》 - 澀谷公會堂公開現場直播。
- 《[TOKYO午後3時》 - 澀谷PARCO現場直播。
- 《今田耕司のシブヤ系うらりんご》 - 澀谷公園通劇場每日現場直播。
- 《Harajukuロンチャーズ》 - 原宿每日現場直播。
- 《ブラタモリ》 - 2008.12.13塔摩利拿著舊地圖在原宿附近散步。
- 《ちい散歩》　- 地井武男在區內散步、矢島悠子也在《流行もの散歩 矢島が行く》中造訪澀谷（2009.4.9）。

### 遊戲
- 《街～命運的路口～》
- 《這個美妙的世界》
- 《CHAOS;HEAD》
- 《428：被封鎖的澀谷》
- 《Jet Set Radio》
- 《CHAOS;CHILD》
- 《世界計畫 繽紛舞台！ feat.初音未來》

### 漫畫
- 《辣妹當家》
- 《澀谷區圓山町》
- 《パギャル!》
- 《サムライソルジャー》
- 《終結的熾天使》
- 《咒術迴戰》(澀谷事變)
- 《Blue Period》(男主居住的地方)
- 《派對咖孔明》

### 音樂
- 《違う、そうじゃない/渋谷で5時|渋谷で5時》 - 鈴木雅之單曲。1994年發行。
- 《アメリカ橋》 - 狩人（1979年）與山川豐的歌曲（1998年）（同名異曲）。
- 澀谷系 - 90年代以流行西洋音樂為志向的日本音樂總稱。
- 《群青》音樂人 Ayase/YOASOBI 的歌曲 是與 漫畫/動畫《藍色時期》相關的一首歌曲。

## 活動
- 澀谷DEどーも - 每年5月、NHK放送中心
- 澀谷、鹿兒島小原祭 - 每年5月、Bunkamura通、道玄坂
- 神宮外苑花火大會 - 每年8月、明治神宮外苑
- 原宿表餐道元氣祭、Super YOSAKOI - 每年8月
- 澀谷區區民廣場 家鄉澀谷節 - 每年11月、代代木公園活動廣場等

## 澀谷區特產、紀念品
- 八公醬

## 車牌號碼
目黑區屬品川號碼（東京運輸支局本廳舍）。
品川號碼區域
- 中央區、千代田區、港區、品川區、目黑區、大田區、世田谷區、澀谷區與島嶼部 （页面存档备份，存于）。

## 外部連結
- 澀谷區網站 （页面存档备份，存于）（日語）
- 澀谷區網站英文版 （页面存档备份，存于）